# Joline Henry
Pour les articles homonymes, voir Henry.
Joline Henry, née le 29 septembre 1982 à Wanganui, en Nouvelle-Zélande, est une joueuse de netball néo-zélandaise. 
Membre de l'Équipe de Nouvelle-Zélande de netball, les Silver Ferns, elle a joué pour les Waikato/Bay of Plenty Magic (en) (2008-2009) et les Northern Mystics (en) (2010-2011) dans le ANZ Championship (en). En 2012, elle a joué avec le Central Pulse (en) pour le championnat ANZ 2012.

## Biographie
Joline Henry est adoptée comme tamaiti wāngai sous le tikanga Māori et est élevée par ses grands-parents. 
Elle commence sa carrière professionnelle en 1999 à l'âge de 15 ans en jouant pour les Western Flyers (en) dans la Coca-Cola Cup (plus tard la National Bank Cup (en)). Elle rejoint le Waikato Bay of Plenty Magic après deux ans, remportant deux titres de la National Bank Cup en 2005 et 2006.
Henry est sélectionnée pour les Silver Ferns en 2003 et fait ses débuts sur le terrain l'année suivante contre l'Australie. Elle n'est pas sélectionnée pour les Jeux du Commonwealth de 2006 à Melbourne, mais l'est pour les Championnats du monde de netball de 2007 à Auckland, où la Nouvelle-Zélande termine deuxième. Elle a également fait partie de l'équipe des Silver Ferns qui a remporté la première série mondiale de netball en 2009 et les Jeux du Commonwealth de 2010 à Delhi,.
Avec le début du championnat ANZ en 2008, Henry est restée avec le Waikato Bay of Plenty Magic. Mais en 2009, après huit ans avec la franchise Magic, elle annonce par l'intermédiaire de son agent qu'elle déménage aux Northern Mystics d'Auckland, à la suite d'un différend contractuel. Elle est rejointe par sa compatriote Silver Ferns et ancienne coéquipière du Magic, Maria Tutaia (en), pour la saison 2010. Henry a ensuite rejoint le Central Pulse. Elle prend sa retraite du sport international en 2014 et prend un poste à la Harrow International School de Hong Kong en 2016. Elle travaille depuis à la Whanganui Collegiate School (en). 